# Mary Peters (Politikerin)

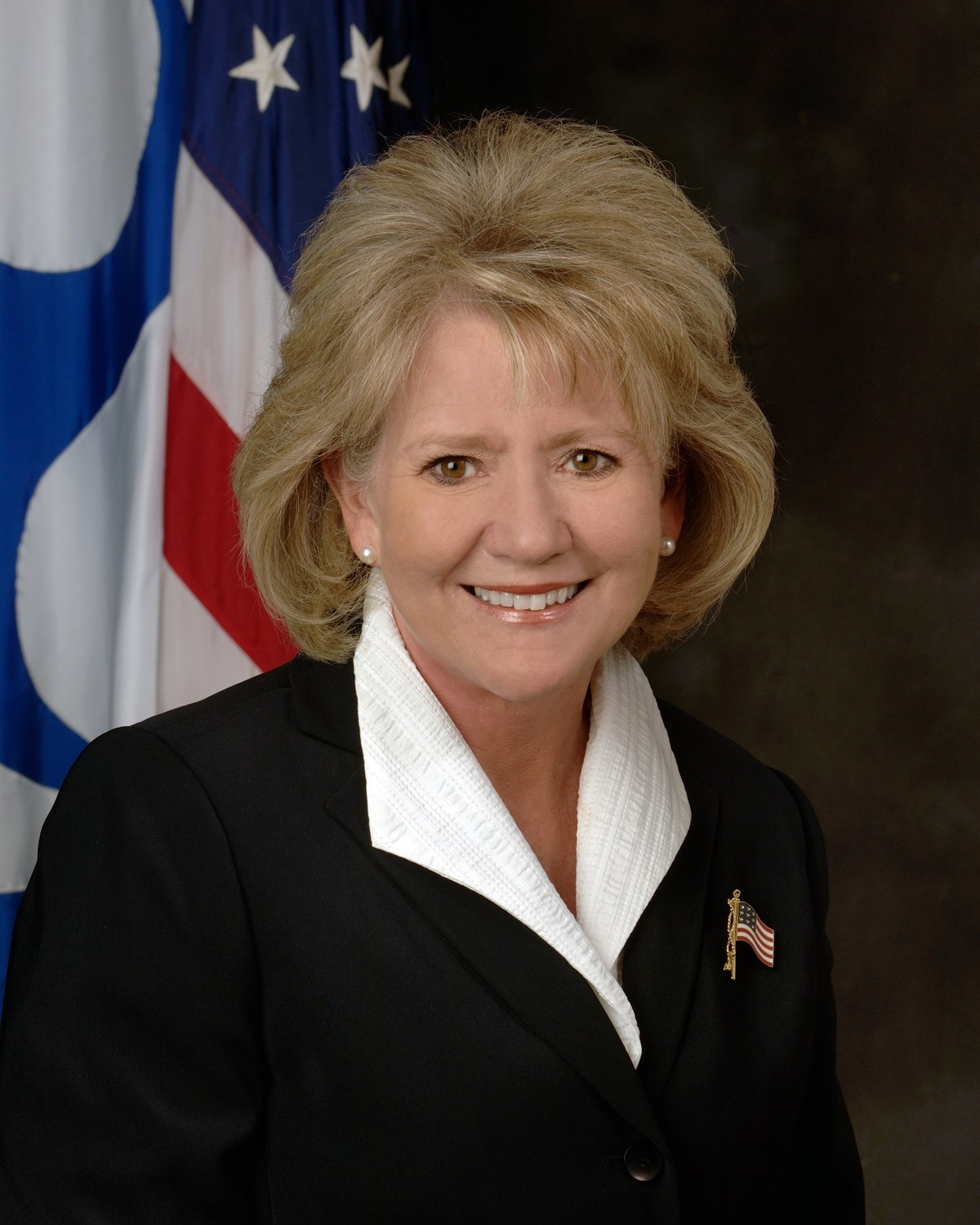
Mary Peters (2006)

Mary Elizabeth Peters (* 4. Dezember 1948 in Phoenix, Arizona) ist eine US-amerikanische Politikerin (Republikanische Partei). Sie war von 2006 bis 2009 als Nachfolgerin von Norman Mineta die Verkehrsministerin der Vereinigten Staaten (United States Secretary of Transportation).
Peters erwarb einen Bachelor-Abschluss in Wirtschaft von der University of Phoenix und besuchte die John F. Kennedy School of Government an der Harvard University. Sie war ab 1985 für das Verkehrsministerium von Arizona (Arizona Department of Transportation) tätig und wurde von Gouverneurin Jane Dee Hull 1998 zur Leiterin dieser Behörde benannt, was sie bis 2001 blieb. Nach der Wahl von George W. Bush zum US-Präsidenten war sie bis 2005 die Leiterin der Federal Highway Administration. Als Norman Mineta, einziger Demokrat im Kabinett Bush, im Juli 2006 zurücktrat, wurde Peters durch den Präsidenten zu seiner Nachfolgerin ernannt. Das Ministeramt übte sie bis zum Ende von Bushs Amtszeit im Januar 2009 aus.
Mary Peters ist seit 1966 mit Terry Peters verheiratet, mit dem sie drei erwachsene Kinder hat.